# قورباغه نگارین تیرنیا
قورباغه نگارین تیرنیا (نام علمی: Discoglossus sardus) نام یک گونه از تیره قورباغه‌های دهان‌گرد است.